# Victor López Seoane y Pardo-Montenegro
Victor López Seoane y Pardo-Montenegro est un naturaliste espagnol, né le 28 septembre 1832 à Ferrol et mort le 14 juillet 1900 à La Corogne.
Après avoir obtenu son baccalauréat à Saint-Jacques-de-Compostelle, il part à Madrid y étudier la médecine et les sciences. Après ses études, il est nommé professeur de botanique à Madrid. Il part en Andalousie récolter des plantes et des animaux qu’il fait parvenir à l’Académie royale des sciences et fait paraître un catalogue sur les oiseaux, Catálogo de aves observadas en Andalucía, qu’il observe durant son voyage. Il occupe alors la chaire de physique, de chimie et d’histoire naturelle à La Corogne.

## Principales publications
- Fauna Mastológica de Galicia (1861-1863),
- Notas para la Fauna Gallega (1878),
- Revisión del Catálogo de Aves de Andalucía (1870),
- Reseña de Historia Natural de Galicia (1870),
- Participe à l’Historia de Galicia (1870) de Murguia et Vicetto,
- Aves Nuevas de Galicia (1870),
- Examen crítico de las perdices de Europa y particularmente de las de España (1891),
- Bosquejo histórico de la Botánica Española (1897).